# Poliptih cerkve v Arezzu (Lorenzetti)
Poliptih župnijske cerkve v  Arezzu je delo tempera na pozlačenem lesu (298 x 309 cm) avtorja Pietra Lorenzettija, podpisano leta 1320 in hranjeno v cerkvi Santa Maria della Pieve v Arezzu.

## Zgodovina
Giorgio Vasari je zapisal, da je škof Guido Tarlati v Arezzo poklical Pietra Lorenzettija za izdelavo freske tribune in apsido župnijske cerkve Santa Maria, pri čemer je naslikal dvanajst zgodb o Devici, ki je kulminiralo v Vnebovzetju, v katerem je predstavljal apostole v naravni velikosti. Ta dela, ki jih je biograf iz Arezza zelo cenil in so zdaj popolnoma izgubljena, so Pietru prinesla naročilo za oltarno podobo, ki je še vedno na mestu.
Znana je pogodba, ki kaže polno ime slikarja: »Petrus Pictor, quondam Lorenzetti qui fuit de Senis« ('Peter pokojnega Lorenzettija, ki je bil iz Siene').

## Obnova
Poliptih se je v glavni oltar cerkve Santa Maria della Pieve vrnil 8. novembra 2020 po šestih letih obnove, ki je bila izvedena, da bi vrnili verodostojnejšo čitljivost barv in okraskov, ki jih je ročno izdelal slikar. V preteklosti je bilo delo že trikrat obnovljeno, v letih 1880-1881, leta 1916 in nazadnje leta 1976, ko je doživelo vandalski napad motenega moškega.
Med obnovo leta 1976 je bilo ugotovljeno, da naj bi bilo delo prvotno nameščeno na predeli, zaradi česar je bilo širše za 293 cm, kar je njegova trenutna velikost. Po restavriranju plošč, da bi poliptihu vrnili prvotno širino, je bila izvedena posebna raziskava o novi podpori, v kateri bi bil nameščen, odločitev raziskovalcev pa je bila, da se omejijo na prepletanje plošč z zlatimi trakovi, ki delajo dimenzij, podobnih originalu.

## Opis in slog
Oltarna slika je v večini prekatov v dobrem stanju, kljub izgubljeni predeli. Ima pet predelkov, vsak z zgornjim predelkom in poslikanim vrhom, z osrednjimi večjimi deli.

### Glavni register
V središču je polfigura Marije z otrokom (tako kot vsi drugi svetniki), ki takoj pritegne pozornost z razkošno tančico, zelo prečiščenega zlatega brokata z modrimi motivi, v katerem si sledijo štirilisti in se deformirajo zaradi učinka gubanja; obložena je s krznom veverice s tipično veveričjo obliko s pritrjenimi repi. Marija nežno gleda svojega sina, ko ji s tiho samozavestjo položi roko na ramo in prime rob tančice. Igra pogledov, nežna in realistična, povezuje figure in vzpostavi tih in intenziven dialog v skladu s tem, kar je ena temeljnih sestavin Pietrove umetnosti. Marijina ramena so elegantno privita, da uravnotežijo težo njenega sina in tako ustvarijo učinek, značilen za skulpture Giovannija Pisana.
Svetniki v spodnjih predelkih so od leve Donat, Janez Evangelist, Janez Krstnik in Matej. Krstnik, kot je značilno za njegovo ikonografijo, kaže na Kristusa, kar nakazuje na njegovo naznanitev Odrešenikovega prihoda, toda slikar namesto kazalca nariše iztegnjen palec, zelo izvirna gesta, ki jo je nato ponovno uporabil v drugih delih. Ugotovljeno je bilo, kako so razporeditev svetnikov povezane z rahlimi ritmičnimi nihanji naklonov doprsnih kipov, glav in pogledov z nekakšno neprekinjeno črto, ki se dviga in spušča v višini rok likov, zahvaljujoč širokim in mehkim korakom draperij, ki se odpirajo in zapirajo kot lupinski ventil. Nad loki teh svetnikov se pojavijo pari angelov s krili, ki se dotikajo drug drugega, z izmerjenim ritmom polnijo razpoložljive segmente in se tekoče povezujejo s temi predelki.
Iz slogovnega vidika oltarna slika opozarja na sklicevanja na eleganco Duccia di Buoninsegne, Pietrovega idealnega učitelja in na Giottovo trdno prostornost, kar dokazuje raznolika ureditev v prostoru svetnikov, ki se izogiba togi frontalnosti.

### Zgornji registri
Če spodnji del kaže raztegnjeno teksturo večinoma vodoravno, zgornji z ostro obliko vrhov predlaga namesto tega vertikalni trend. Napol dolgi svetniki, ki skupaj gledajo iz lokov, razdeljenih z majhnimi stebri, so (od leve): Janez, Pavel, Vincenc, Luka, Jakob Starejši, Jakob Mlajši, Marcellino in Avgust. Med loki vsakega oddelka se v krogu pojavi prerok. Tako preroki kot Luka, ki sta upodobila Marijo, imajo oči usmerjene v osrednjo ploščo z Oznanjenjem nad Marijo in otrokom. Ta prizor prikazuje še eno tipično Pietrovo značilnost, in sicer uporabo slike na risbi za risanje arhitekture ozadja. Dejansko ima Marijina soba stebre na robovih plošče, medtem ko osrednji steber idealno podpira zlate oboke okvirja, med katerimi kuka glava Večnega očeta, upodobljena v hieratični frontalnosti.
Marijina soba je izrazito tridimenzionalna: sedi v zadnjem kotu na nekakšni skrinji, medtem ko je deležna obiska angela, ki kleči pred njo. Zgoraj, kjer je predstavljena majhna loža z majhnimi stebri, ki teče okoli peristila (narejena z detajli osvetljevalca), golob Svetega Duha prečka okno, da pride do Marije, poslan z božjim blagoslovom, ki se prikaže iz oblaka na levi.
Na koncu so na vrhu še štirje svetniki (Reparata, Katarina Aleksandrijska, Uršula in Agata) in Marijino vnebovzetje, ki označuje zmagoslavni zaključek Marijinega življenjepisa, ko gre gor, da najde svojega sina v raju. Predstavljen je znotraj mandljev iz serafinov, oblečena v belo in čelno stran, z nogami, ki štrlijo naprej, kar krši bizantinsko mirnost tradicionalne ikonografije.